# اس‌ان ۳۸۶
اس‌ان ۳۸۶ یا ابرنواختر ۳۸۶ (به انگلیسی: SN 386) به احتمال یک رویداد ستاره‌شناسی گذرا در صورت‌فلکی قوس بود که به عنوان یک «ستارهٔ میهمان» پدیدار شد و اخترشناسان چینی آن را در سال ۳۸۶ میلادی گزارش کردند.